# Subantarctische zeebeer
De subantarctische zeebeer (Arctocephalus tropicalis) is een oorrob uit de onderfamilie der zeeberen (Arctocephalinae).

## Uiterlijke kenmerken
De subantarctische zeebeer heeft korte, brede ledematen, een korte, smalle, ietwat spitse snuit en lange oorschelpen. De subantarctische zeebeer is van andere zeeberen te onderscheiden door het tweekleurige kleurpatroon. De vacht op de borst en het gezicht is veel lichter van kleur dan de rest van de vacht.
Een volwassen dier heeft op de rugzijde een grijzig tot oranjebruine of zwarte vacht. De kop, schouders en borstvinnen zijn donkerder van kleur. De buikzijde is lichtbruin en de borst, de snuit en het gezicht zijn beige tot geelbruin. De lichte gezichtskleur loopt vaak door tot de oren. Dikwijls  loopt er een donkergekleurde band tussen de borstvinnen.
Het volwassen mannetje is groter en zwaarder dan het vrouwtje met een donkerdere vacht en grote manen: een kruin en kap van lange haren lopen over de kop en schouders. Het mannetje wordt 180 cm lang en 120 tot 165 kg zwaar, het vrouwtje 140 cm lang en 50 tot 55 kg zwaar.

## Verspreiding en leefgebied
De subantarctische zeebeer komt voor in de wateren ten noorden van de Antarctische Convergentie. Ook is hij te vinden aan de kust van verscheidene subantarctische eilanden als Tristan da Cunha, Gough, Amsterdam, Île Saint-Paul, de Prins Edwardeilanden, de Crozeteilanden, de Heard en MacDonaldeilanden en Macquarie-eiland. Als dwaalgast kan hij onder andere langs de Zuid-Afrikaanse, Zuid-Amerikaanse, de Zuid-Australische en de Nieuw-Zeelandse kust aangetroffen worden, evenals bij Zuid-Georgië, Madagaskar, de Comoren en de Juan Fernández-archipel.

## Leefwijze en aantallen
De subantarctische zeebeer voedt zich voornamelijk met vissen en inktvissen, maar ook krill wordt gevangen. Af en toe eet deze zeebeer ook pinguïns.
De voortplantingstijd valt tussen eind oktober en begin januari. De dieren verzamelen zich dan langs rotskusten. De meeste jongen worden geboren in het midden van december. De jongen zijn bij de geboorte gemiddeld 60 tot 65 cm lang en 4 tot 5 kg zwaar. Een week na de worp zal het vrouwtje weer gaan paren. Aan het einde van de voortplantingstijd trekken de meeste dieren weer naar volle zee, maar vrouwtjes met jongen blijven achter.
De zoogtijd duurt ongeveer zeven tot tien maanden. Vrouwtjes zijn na vier tot zes jaar geslachtsrijp, mannetjes na vier tot acht jaar. Een mannetje zal zich echter pas gaan voortplanten als hij meer dan acht jaar oud is. Mannetjes hebben een levensverwachting van ongeveer achttien jaar, vrouwtjes van 23 jaar.
Het aantal subantarctische zeeberen wordt geschat op zo'n driehonderdduizend dieren.